# Gipul Catena
La Gipul Catena è una struttura geologica della superficie di Callisto.